# Proparachaeta paraguayensis
Proparachaeta paraguayensis là một loài ruồi trong họ Tachinidae.